# リース・パッチェル
リース・パッチェル（Rhys Patchell、1993年5月17日 - ）は、ウェールズ出身のラグビーユニオンの選手。

## 略歴
2011年から2016年まで、カーディフ・ブルーズ（現 カーディフ・ラグビー）に所属。
2013年6月8日、日本戦でウェールズ代表デビューを果たした。同年、U20ウェールズ代表にも選ばれる。
2016年、スカーレッツに加入。
ワールドカップ2019（日本大会）にウェールズ代表で出場。
2023年4月、スカーレッツを退団。
2023年7月、スーパーラグビーのハイランダーズと契約。
2024年7月、NECグリーンロケッツ東葛に加入。2024年12月22日、ジャパンラグビーリーグワン2024-25ディビジョン2第1節RH大阪戦(ヤンマースタジアム長居）にて先発出場で日本国内公式戦初出場。
2025年5月、NECグリーンロケッツ東葛を退団。